# Nationalpark Ao Phang-nga
Der Nationalpark Ao Phang-nga (Thai: อุทยานแห่งชาติอ่าวพังงา – Bucht von Phang-nga) ist ein Nationalpark in der Südregion von Thailand.
Der 401 km² große Park wurde am 29. April 1981 eröffnet.

## Geographie
Der Nationalpark liegt an der Westküste der Malaiischen Halbinsel in den Landkreisen Mueang Phang-nga und Takua Thung in der Provinz Phang-nga.
Etwa 80 % des Parks besteht aus Wasserfläche der Andamanensee, etwa 42 große und kleine Inseln gehören zum Park. Zum Beispiel die berühmten Inseln Khao Phing-Kan (Thai: เขาพิงกัน, wörtlich schiefer Felsen) und Khao Ta-Pu (Thai: เขาตะปู – wörtl. Nadelfelsen, auch Ko Ta-Pu, เกาะตะปู – Nadel-Insel), die als „James-Bond-Insel“ weltberühmt geworden sind, weil ein zentraler Teil der Handlung im Film James Bond 007 – Der Mann mit dem goldenen Colt dort stattfindet.

## Klima
Die mittlere Temperatur beträgt 23 °C, wobei der März und der April die heißesten Monate sind. Von November bis Februar herrscht ein für den Touristen angenehmes Klima. Von Mai bis Oktober fällt der meiste Regen, der jährliche Mittelwert beträgt 2380 mm.

## Flora und Fauna
Die Küstenlandstriche sind meist mit Mangrovenwäldern bedeckt, auf den schroffen Kalkstein-Felsnadeln können sich meist nur Büsche halten, allerdings gibt es stellenweise auch Arten von Schraubenbäumen und eleganten Palmfarnen.
Im Nationalpark wurden 16 Vogelarten gesichtet, darunter eine Eisvogel-Art, der Braunflügelliest und der Halsbandliest, der Malaienspint, die Rötelschwalbe, die Dajaldrossel und eine „Gebirgsstelze“ genannte Art.
An Säugetieren wurden hier meist Flughund-Arten und einige Affenarten gesichtet.
In den Mangrovensümpfen leben die Winkerkrabbe, der Schlammspringer, sowie eine Vielzahl an Schlangen und kleinen Echsen.